# Ancylanthos
- Commons
- Wikispecies

Ancylanthos Desf.  é um género botânico pertencente à família Rubiaceae.

## Sinonímia
- Vangueria Juss.
- Ancylanthus Juss

## Espécies
- Ancylanthos bainesii
- Ancylanthos cinerascens
- Ancylanthos cistifolius
- Ancylanthos fulgidus
- Ancylanthos glabrescens
- Ancylanthos monteiroi
- Ancylanthos rhodesiacus
- Ancylanthos rubiginosa